# Haemorhous mexicanus
Il ciuffolotto messicano o carpodaco messicano (Haemorhous mexicanus (P.L.Statius Muller, 1776)) è un uccello passeriforme della famiglia dei Fringillidi.

## Descrizione

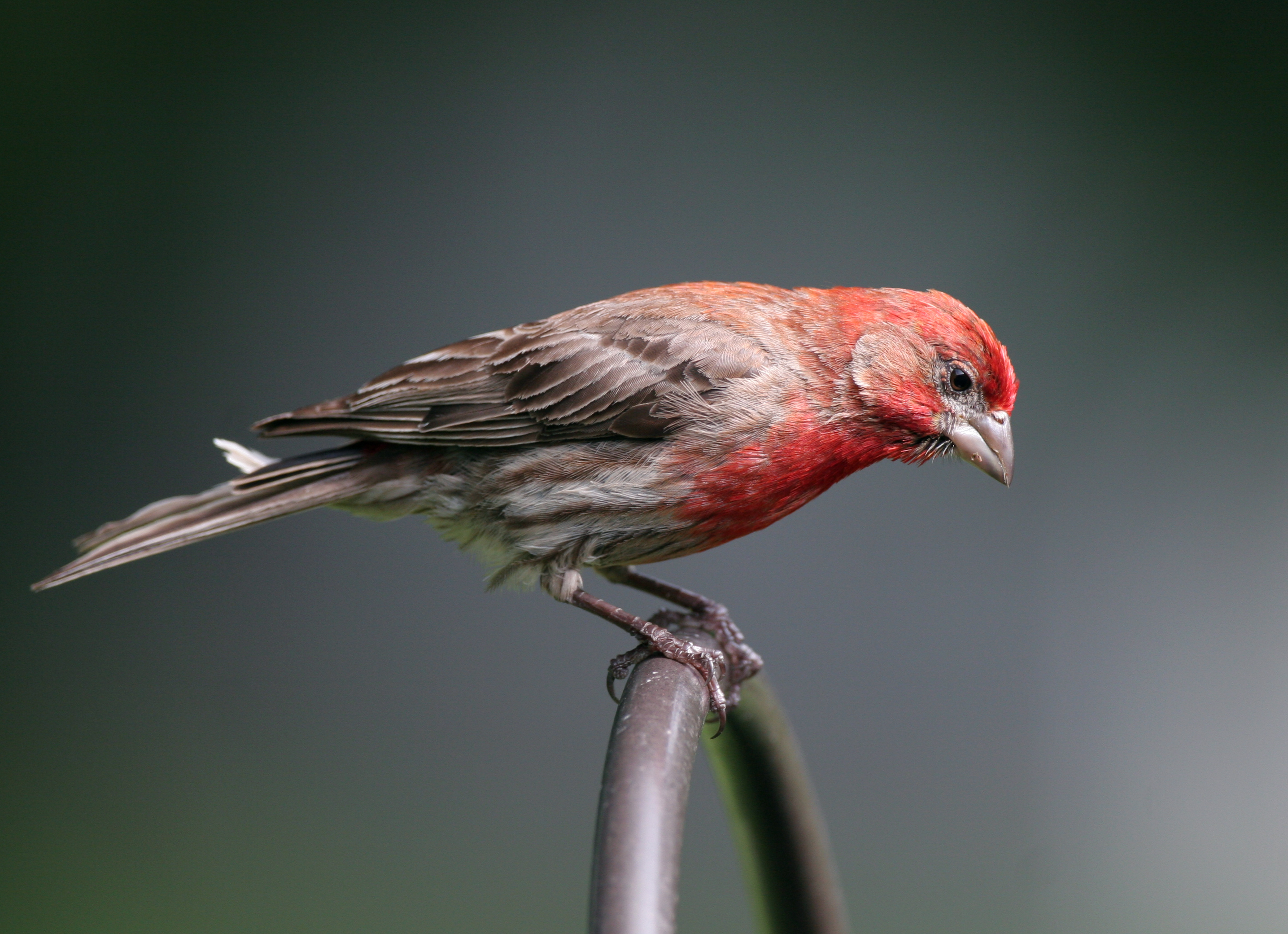
Maschio adulto.

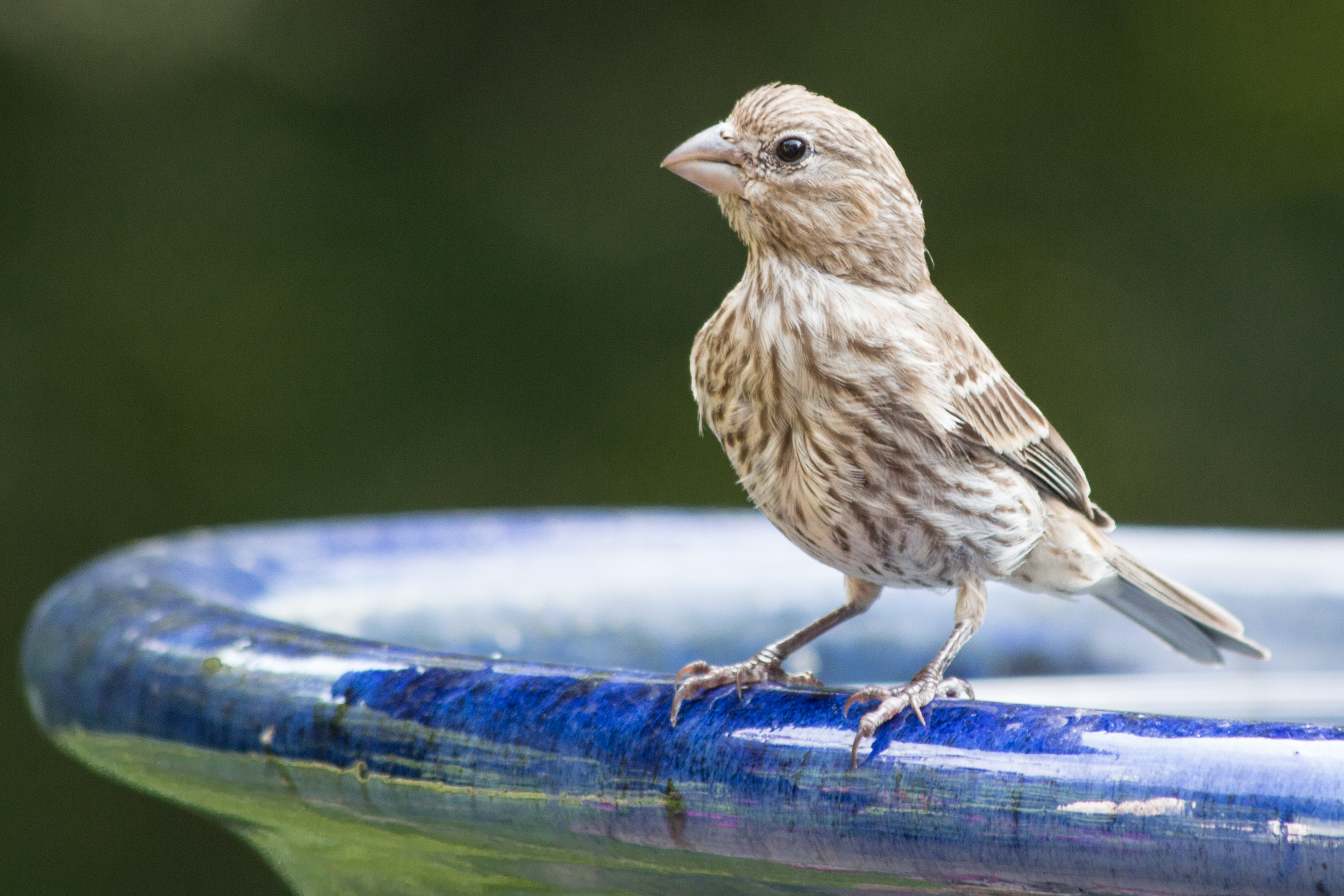
Femmina adulta.

### Dimensioni
Misura circa 12–15 cm di lunghezza, per un peso di 15,7-22,5 g di peso: l'apertura alare è di 20–25 cm.

### Aspetto
Si tratta di uccelletti dall'aspetto robusto e slanciato, muniti di grossa testa, becco robusto dalla punta lievissimamente incrociata e coda e ali lunghe e squadrate.
Il piumaggio presenta dimorfismo sessuale ben evidente: le femmine, infatti, presentano colorazione sobria e mimetica, di colore bruno-nocciola su testa e dorso, con tendenza a scurirsi su coda e ali (queste ultime con penne orlate di grigio-bruno) mentre gola, petto, fianchi e ventre sono di colore bruno-grigiastro con presenza di screziature più scure sulla punta delle singole penne. I maschi adulti, invece, presentano una porzione cefalotoracica di colore rosso che può estendersi dalla sola faccia all'intera testa, potendo comprendere anche gola, petto, groppa e ventre: l'estensione e l'intensità della colorazione rossa sono dovute sia alla sottospecie alla quale l'animale appartiene, che alla fase riproduttiva (i maschi in estro presentano colorazione più intensa) ed alla quantità di carotenoidi che esso assume con la dieta (ad esempio, le popolazioni hawaiiane introdotte mancano quasi completamente del rosso). In ambedue i sessi il becco è di colore grigiastro, le zampe sono di color carnicino chiaro e gli occhi sono di colore bruno-rossiccio.
Negli ultimi anni sono state fissate diverse mutazioni di colore su questo fringillide, fra le quali si contano feomelanico (detta anche rubino), torba, diluito, opale e la più recente topazio diluito, tutte a trasmissione autosomica recessiva.

## Biologia

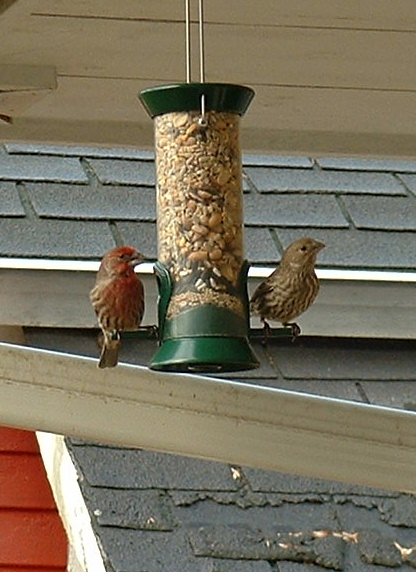
Coppia di carpodachi messicani si nutre da una mangiatoia a Brookfield.

I carpodachi messicani sono uccelli molto allegri e pacifici, dalle abitudini diurne, che si muovono in stormi anche consistenti, spesso accompagnandosi ad altre specie affini: all'interno degli stormi si stabiliscono spesso delle gerarchie ben definite, nelle quali è degno di nota il fatto che le femmine siano generalmente dominanti rispetto ai maschi.
Il canto di questi uccelli è piuttosto semplice e poco articolato, ed è frequentemente ascoltabile alle prime ore del mattino tranne che nel periodo fra luglio e ottobre, quando i ciuffolotti messicani sono silenti.

### Alimentazione

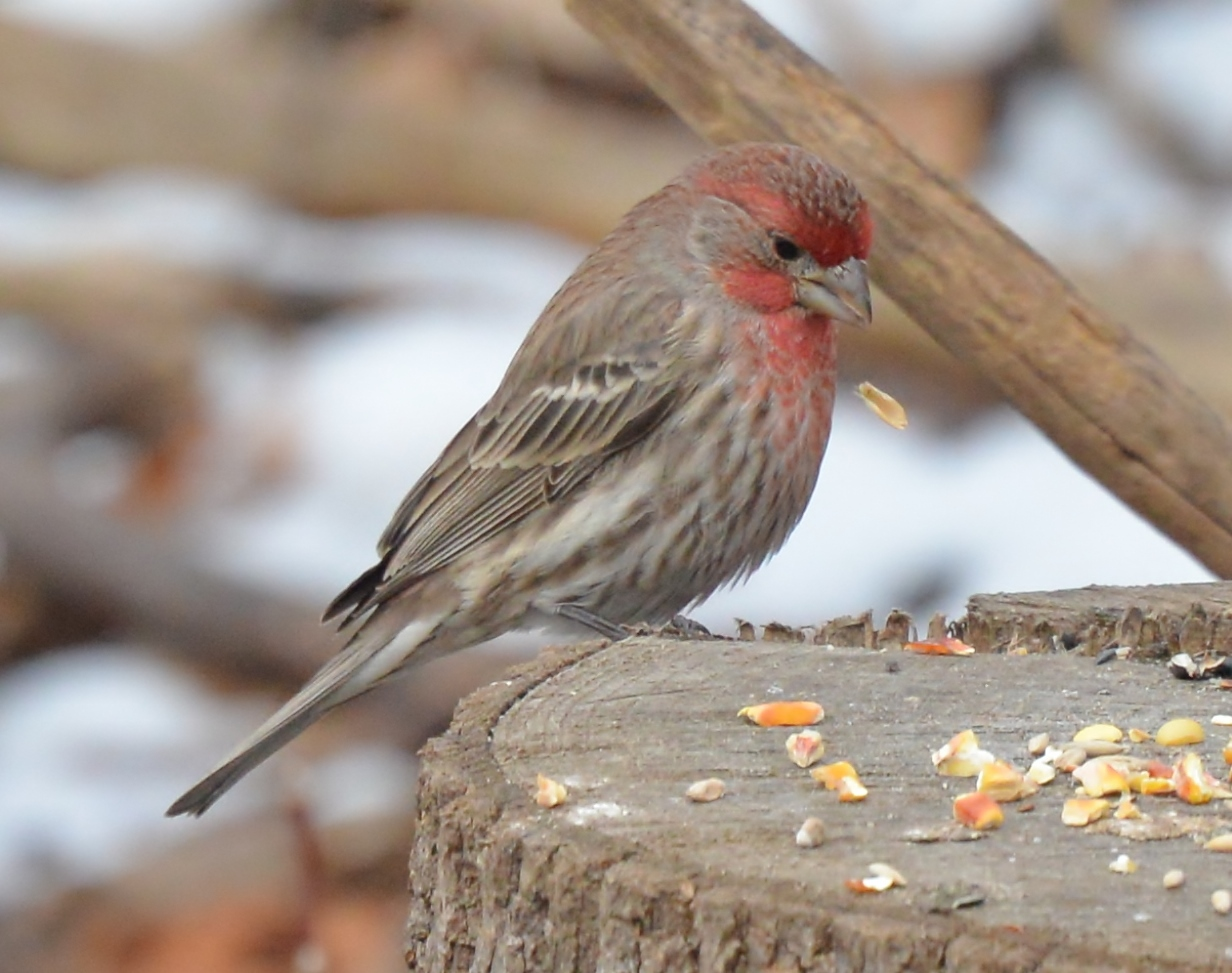
Maschio si alimenta nei pressi di Toronto.

Si tratta di uccellini quasi esclusivamente granivori, la cui dieta si compone essenzialmente di semi di cardo, tarassaco e girasole, ma che comprende anche altro materiale di origine vegetale come germogli, fiori, bacche (principalmente vischio e more) e frutti (soprattutto ciliegie, di cui i carpodachi sono molto ghiotti e che costituiscono una parte significativa della loro dieta durante il periodo estivo). Di tanto in tanto, e soprattutto durante il periodo degli amori, questi uccelli si cibano anche di cibo di origine animale, come insetti e le loro larve ed altri piccoli invertebrati che vengono reperiti fra il foraggio.

### Riproduzione

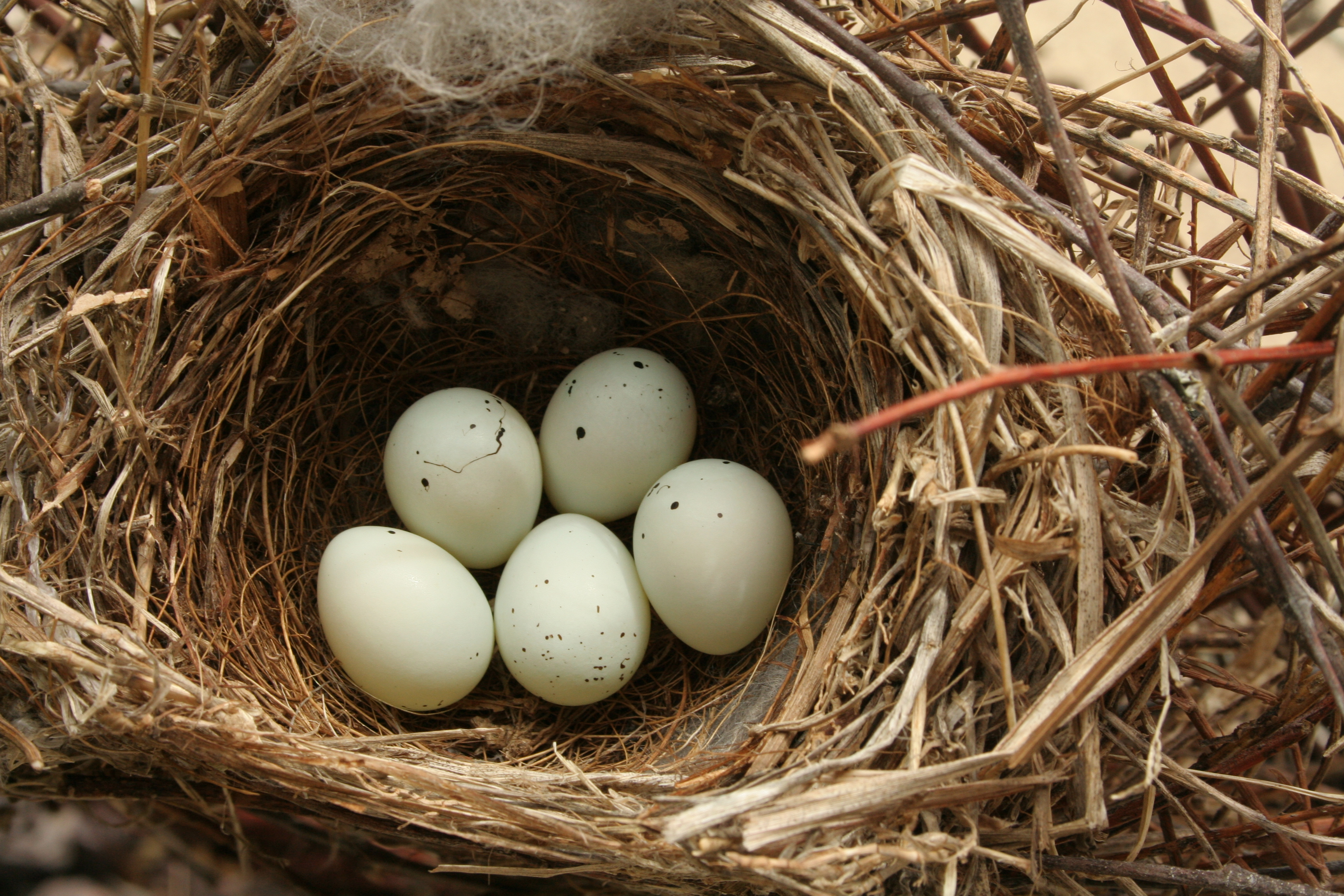
Nido con uova.

La stagione riproduttiva del ciuffolotto messicano in natura va da marzo ad agosto: si tratta di uccelli monogami.

I maschi cominciano a corteggiare le femmine già durante l'inverno, in modo tale da avere le coppie già formate per l'inizio della primavera: il corteggiamento prevede dei voli sfarfallanti discendenti da altezze di 20–30 m, che si concludono col maschio che si pone su un posatoio in evidenza cantando a squarciagola per attrarre le potenziali compagne, che in seguito vengono imbeccate in maniera rituale.

Le femmine preferiscono i maschi dalla colorazione rossa più estesa e brillante, sinonimo di buone capacità di reperimento del cibo in quanto direttamente legata alla quantità di carotenoidi assunti nella dieta.

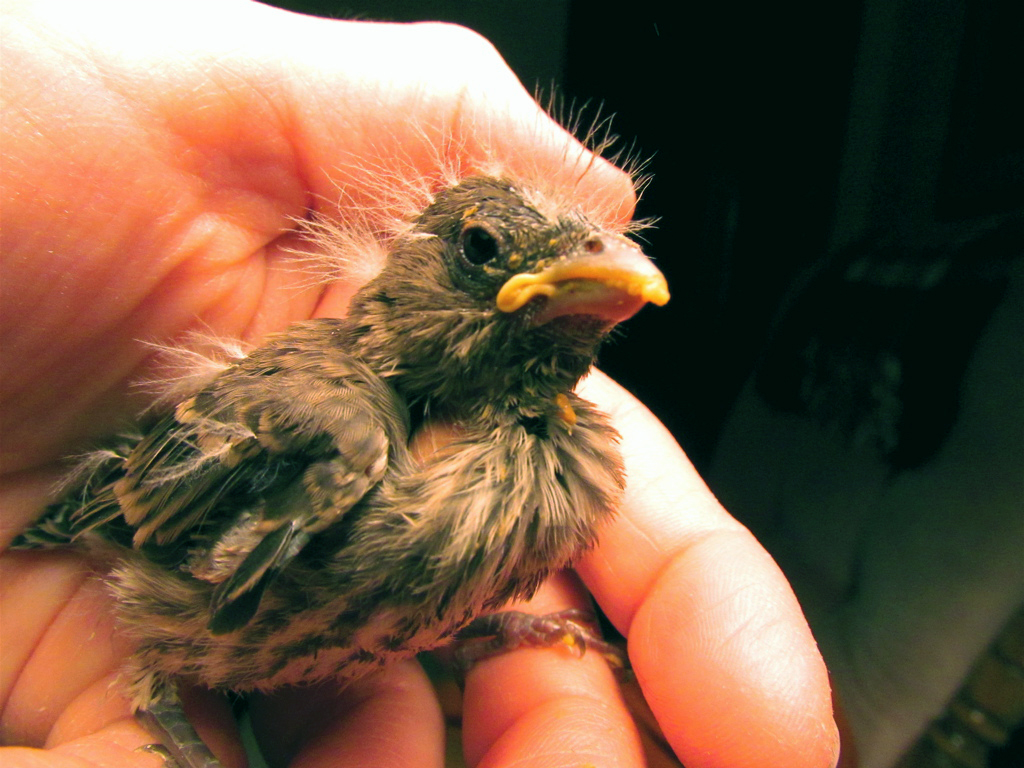
Un nidiaceo.

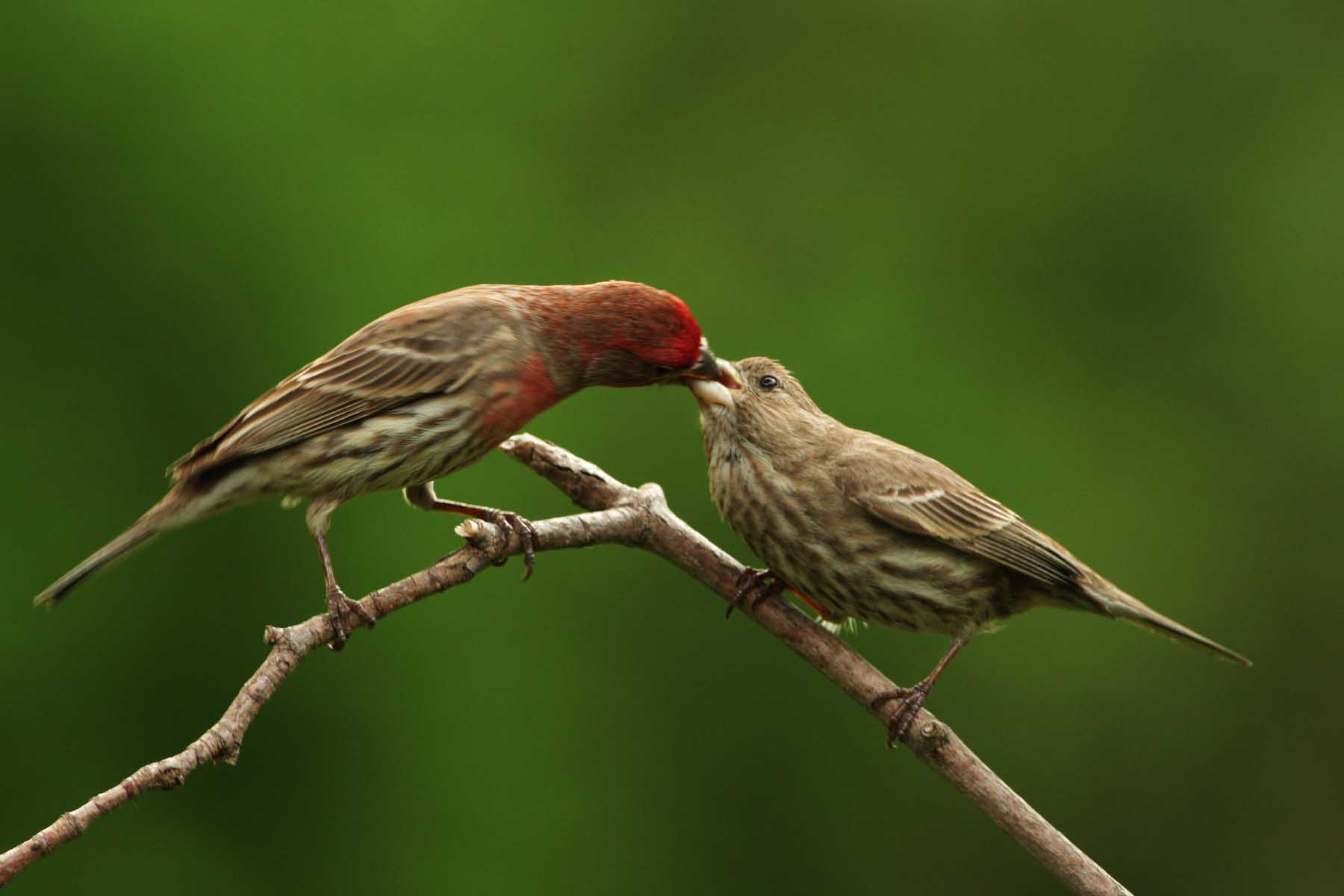
Maschio imbecca un giovane in Pennsylvania.

La costruzione del nido è a completo carico della femmina: esso, a forma di coppa schiacciata, viene edificato intrecciando fibre vegetali e crini fra i rami di un cespuglio o un albero, ma anche in cavità della roccia o dei tronchi. Al suo interno, la femmina depone 3-6 uova di colore verdastro con rade maculature nerastre sul lato ottuso, che essa provvede a covare per circa due settimane, al termine delle quali schiudono pulli ciechi ed implumi, che vengono imbeccati e accuditi da ambedue i genitori.

I nidiacei sono in grado di involarsi attorno alle due settimane dalla schiusa: dopo l'involo, tuttavia, continuano a rimanere nei pressi del nido, venendo imbeccati ancora per qualche settimana dal maschio, mentre la femmina si accinge a edificare un nuovo nido nei paraggi per portare avanti un'altra covata. Durante una singola stagione riproduttiva, le coppie possono deporre anche sei covate di uova, delle quali generalmente la metà o meno viene portata avanti. Dopo il raggiungimento dell'indipendenza, i giovani si muovono in grossi stormi, che tendono a convergere attorno alle zone di reperimento del cibo: la maturità sessuale viene raggiunta attorno all'anno d'età.
La speranza di vita dei ciuffolotti messicani raggiunge gli 11 anni e 7 mesi in natura, sebbene la stragrande maggioranza degli esemplari viva pochi anni.

## Rapporti con l'uomo
Il carpodaco messicano è un uccelletto vivace, robusto e frugale, munito di canto piacevole e colorazione brillante: l'insieme di queste caratteristiche ha fatto sì che da diversi anni questa specie venga allevata in cattività con ottimo successo.
In cattività sono molto apprezzate le femmine di questa specie in quanto vengono spesso utilizzate come balie per portare avanti covate appartenenti a specie più delicate: sebbene assai apprezzati come razzatori per l'alta percentuale di uova feconde, meno ben visti sono i maschi, a causa del loro carattere molto focoso e a volte aggressivo durante l'estro.

## Distribuzione e habitat

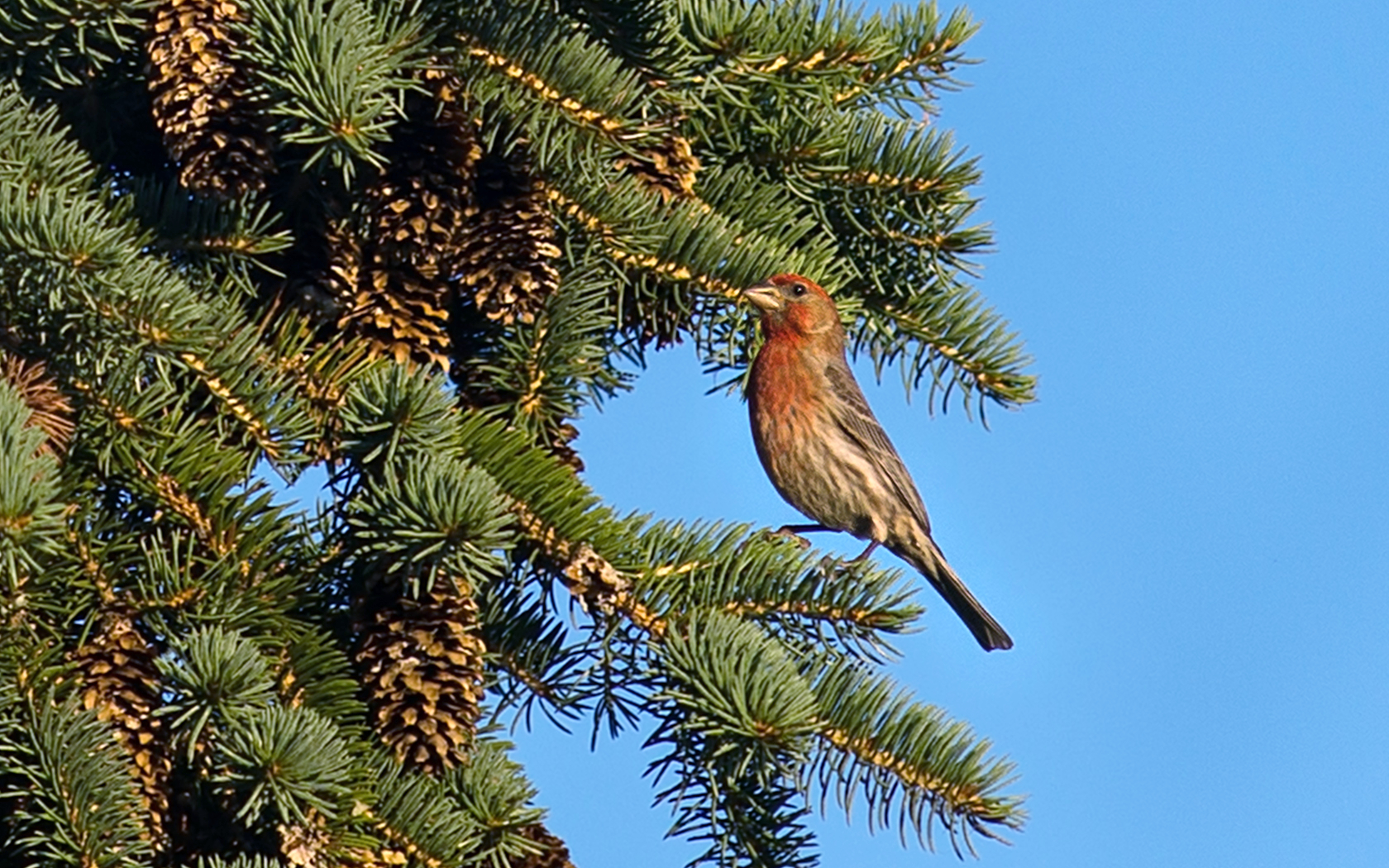
Maschio su un abete del Colorado.

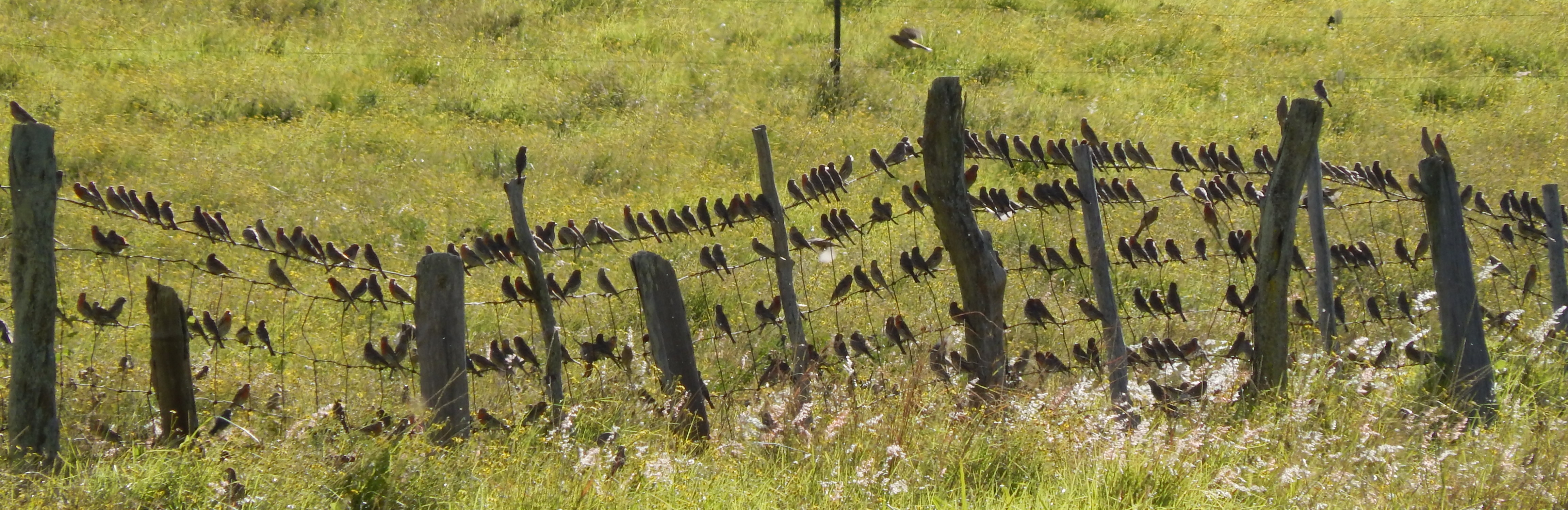
Stormo a Maui, dove la specie è stata introdotta.

A dispetto di quanto sia il nome comune che quello scientifico potrebbero far supporre, il ciuffolotto messicano è originario anche di una vasta porzione occidentale del continente nordamericano che va dal Messico occidentale a Oregon e Idaho, passando attraverso California, Wyoming, Nuovo Messico, Kansas, Nebraska e Texas. Negli anni '40, questi uccelli vennero introdotti a Long Island, dove dopo alcuni decenni si ambientarono, cominciando inoltre l'espansione verso occidente e congiungendosi alle popolazioni avite nel corso degli anni '90. Attualmente, il carpodaco messicano occupa la stragrande maggioranza del Nord America, dalle propaggini meridionali del Canada (dove però non è residente ma presente solo durante il periodo caldo) fino al Golfo del Messico: una popolazione, anch'essa introdotta, è inoltre presente inoltre alle isole Hawaii.

1958-1961
1968-1971
1978-1981
1988-1990
Areale del carpodaco messicano nel 2008: in verde le aree dove la specie è residente, in giallo quelle di sola riproduzione.

L'habitat di questi uccelli era originariamente rappresentato perlopiù dal chaparral, dai canyon e dalle aree semiaride erbose o cespugliose sul limitare del deserto e dai boschi di conifere: la presenza umana ha molto giovato al ciuffolotto messicano, che ha colonizzato le aree urbane e suburbane, più ricche d'acqua, ed oggi è molto comune da osservare in ambienti antropizzati.
La specie è generalmente stanziale: le popolazioni più settentrionali e quelle di nuova colonizzazione degli Stati Uniti orientali, tuttavia, tendono a migrare a sud durante il periodo freddo, mentre i giovani si riuniscono in grossi gruppi al raggiungimento dell'indipendenza e tendono a disperdersi alla fine dell'estate.

## Sistematica
Se ne riconoscono 11 sottospecie:

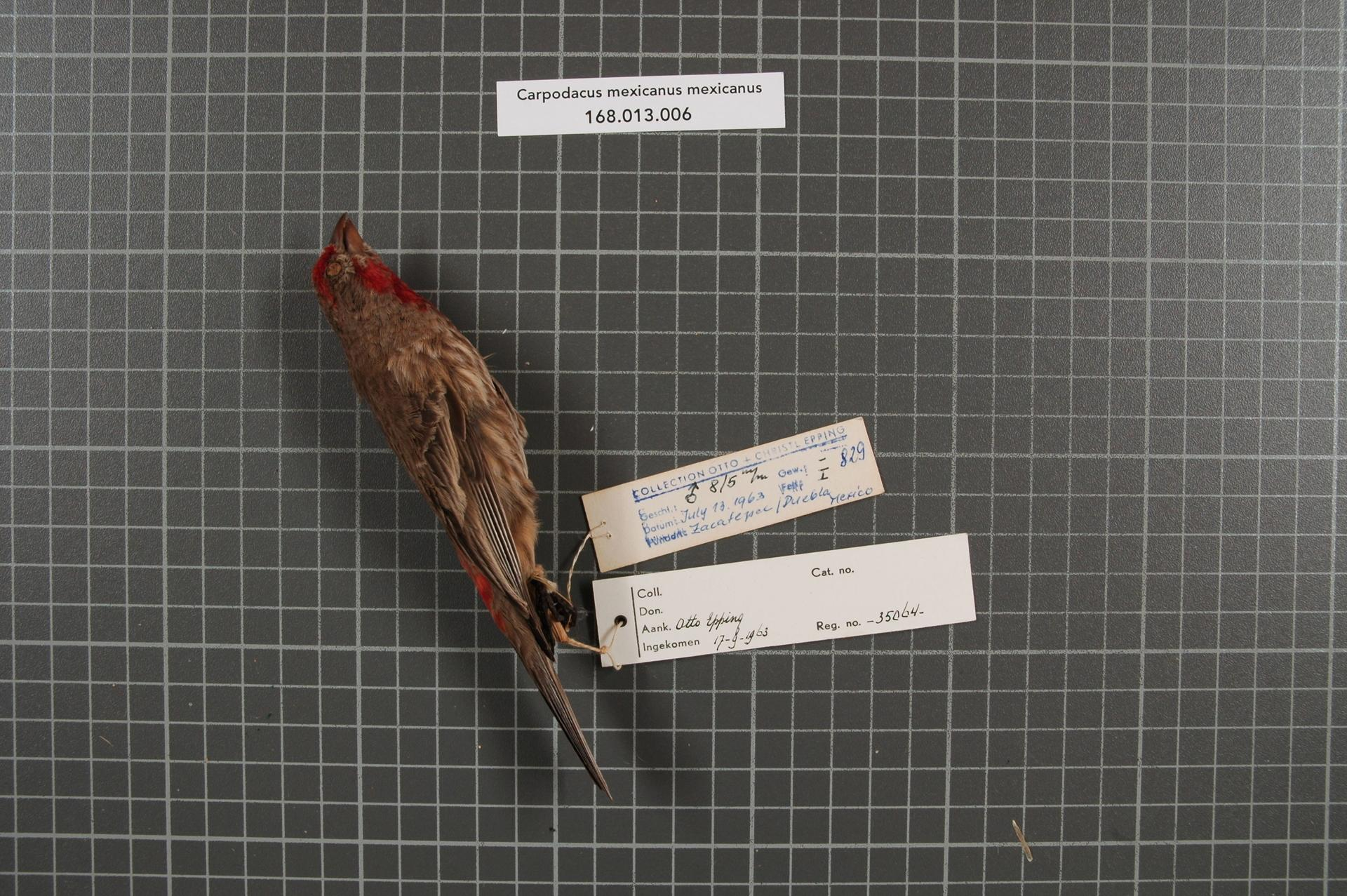
Maschio impagliato della sottospecie nominale.

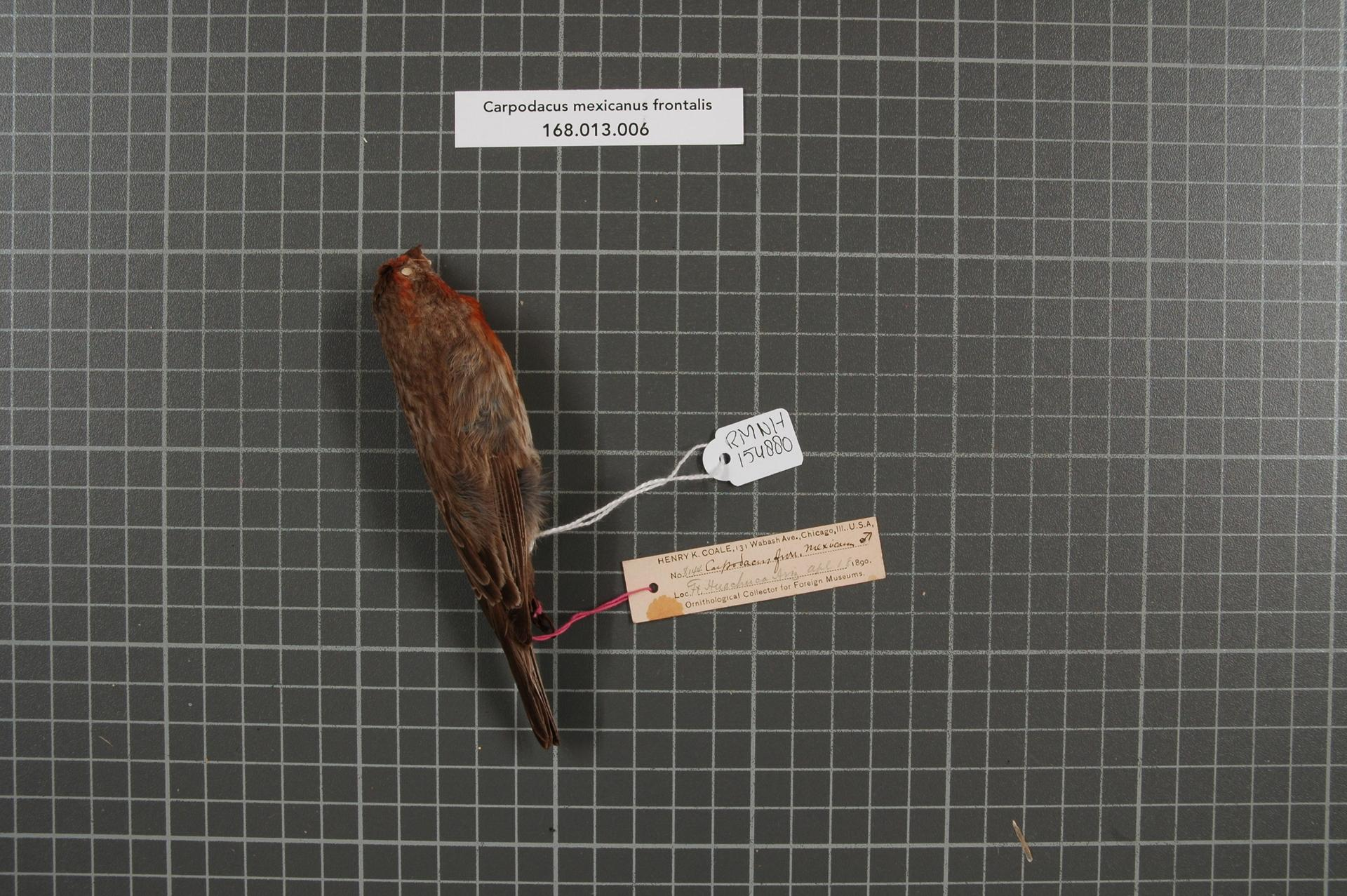
Maschio impagliato della sottospecie frontalis.

- Haemorhous mexicanus mexicanus (Statius Müller, 1776) - la sottospecie nominale, diffusa dallo stato di Michoacán a Puebla, Morelos fino al nord dell'Oaxaca;
- Haemorhous mexicanus frontalis (Say, 1822) - la popolazione a più ampia diffusione (anche grazie all'introduzione da parte dell'uomo), dal Canada meridionale al Messico nord-occidentale attraverso gli Stati Uniti;
- Haemorhous mexicanus mcgregori † (Anthony, 1897) - sottospecie estinta endemica delle Islas San Benito e forse anche di Cedros, al largo della Baja California occidentale;
- Haemorhous mexicanus amplus (Ridgway, 1876) - endemica di Guadalupe;
- Haemorhous mexicanus ruberrimus (Ridgway, 1887) - diffusa in Baja California Sur;
- Haemorhous mexicanus sonoriensis (Ridgway, 1901) - diffusa negli stati messicani di Sonora meridionale, Sinaloa settentrionale e Chihuahua sud-occidentale;
- Haemorhous mexicanus coccineus (R.T. Moore, 1939) - diffusa dal Nayarit meridionale al Michoacán occidentale;
- Haemorhous mexicanus potosinus (Griscom, 1928) - diffusa dal Chihuahua centrale al Tamaulipas sud-orientale;
- Haemorhous mexicanus centralis (R.T. Moore, 1937) - diffusa negli stati di Guanajuato e Querétaro;
- Haemorhous mexicanus roseipectus (Sharpe, 1888) - endemica della valle di Oaxaca;
- Haemorhous mexicanus griscomi (R.T.Moore, 1939) - endemica dello stato di Guerrero;

Le grosse sottospecie insulari amplus e mcgregori sono secondo alcuni autori sufficientemente divergenti da poter essere considerate specie a sé stanti. Le popolazioni delle aree di Callahan, Fallon, Aurora e Presidio, oltre a quella dell'isola di San Clemente sebbene generalmente ritenute facenti parte di sottospecie a sé stanti (rispettivamente grinnelli, solitudinus, smithi, anconophila e clementis) vengono attualmente sinonimizzate con la sottospecie frontalis: lo stesso succede alle presunte sottospecie rhodopnus e altitudinis, accorpate alla sottospecie sonoriensis. Ad ogni modo, la tassonomia della specie si basa ancora largamente su criteri di ordine morfologico (dimensioni, estensione del pigmento rosso sul corpo), e pertanto occorrono revisioni di carattere più approfondito per chiarire i rapporti fra le varie popolazioni.
La specie veniva in passato (e talvolta lo è ancora) ascritta al genere Carpodacus col nome di C. mexicanus, tuttavia recenti analisi genetiche hanno dimostrato che essa forma un clade con le altre specie di carpodachi nordamericani, corrispondente al genere Haemorhous.